# Christian Wakeford
Christian Wakeford (ur. 1984 w Burnley) – brytyjski polityk. Wybrany posłem do Izby Gmin w 2019 roku z okręgu Bury South jako członek Partii Konserwatywnej, w styczniu 2022 przeszedł do Partii Pracy.

## Życiorys
Urodził się w 1984 roku. W 2007 ukończył nauki polityczne na Lancaster University, a następnie w latach 2010-2014 studiował chemię na Open University.
Karierę polityczną zaczynał w samorządzie, zasiadał w radzie hrabstwa Lancashire. W 2019 został wybrany posłem do Izby Gmin z okręgu Bury South jako przedstawiciel Partii Konserwatywnej.
19 stycznia 2022 podczas posiedzenia Izby Gmin przeszedł z ław Partii Konserwatywnej do ław Partii Pracy, deklarując zmianę przynależności politycznej. Jako główny powód tego kroku podał tzw. "Partygate", to jest uczestnictwo premiera Borisa Johnsona w spotkaniach towarzyskich naruszających zasady dystansu społecznego obowiązujące podczas pandemii COVID-19.
W 2024 uzyskał reelekcję poselską.